# Анкилостомоз
Анкилостомо́з (сыпь рудокопов, земляная чесотка, египетский хлороз)  — гельминтоз из группы нематодозов, относится к забытым болезням. Возбудитель — паразитические круглые черви из рода анкилостом (Ancylostoma). Человека заражают личинки, проникающие в организм сквозь кожу из окружающей среды (грунт, растения) или вместе с загрязнённой едой или водой. Взрослые анкилостомы оседают преимущественно в двенадцатиперстной кишке, присасываются к слизистой оболочке, повреждают её и питаются кровью. В числе симптомов: слабость, утомляемость, анемия, нарушение функций кишечника.
По утвеждению Карла Циммера, анкилостому носит в себе 1,3 млрд человек.

## Лечение
Для лечения анкилостомозов используют этиотропную терапию (противогельминтные препараты) и сорбенты. При анемии применяют препараты железа.